# Jerome Kern
Jerome David Kern (New York, 27 gennaio 1885 – New York, 11 novembre 1945) è stato un compositore statunitense.

## Biografia
Cresciuto in una famiglia agiata, Jerome Kern studia in un rinomato conservatorio di New York. Nei primi anni del Novecento gira l'Europa e per qualche anno risiede a Londra, dove conosce la moglie Eva, che sposerà nel 1910 e gli sarà compagna per tutta la vita. In tale anno Kern torna a New York, e comincia a comporre musiche per spettacoli di Broadway.
Nella sua vita ha composto circa 700 canzoni per 117 musical e films tra il 1905 e il 1945. È del 1905 il suo primo successo: "How'd You Like to Spoon With Me".
Very Good Eddie musical con sue musiche ha la prima assoluta con Ernest Truex nel 1915 al Princess Theatre spostandosi nel 1916 al Casino Theatre ed al 39th Street Theatre per il Broadway theatre arrivando a 341 recite. Nel 1975 viene ripreso al Booth Theatre per Broadway raggiungendo 304 recite e nel 1976 al Piccadilly Theatre di Londra arrivando a 411 recite. 
Oh, Boy! musical con musica di sua composizione ha la prima assoluta al Princess Theatre nel 1917 con Tom Powers, Edna May Oliver, Marion Davies e Justine Johnstone spostandosi poi al Casino Theatre per Broadway arrivando a 463 recite. Al Kingsway Theatre di Londra dal 1919 con Powers e Beatrice Lillie arriva a 167 recite.
Leave It to Jane musical con musiche di sua composizione ha la prima assoluta al Longacre Theatre per Broadway nel 1917 ed arriva a 167 recite. 
Oh, Lady! Lady!! musical con musiche di sua composizione va in scena nel 1918 al Princess Theatre per Broadway ed arriva a 219 recite spostandosi al Casino Theatre. Nel 1927 Pelham Grenville Wodehouse ne trae spunto per il romanzo Il piccolo scapolo.
Nel 1920 ottiene ulteriori riconoscimenti con i musical Sally e The Night Boat che ha la prima assoluta al Liberty Theatre per Broadway con Ernest Torrence il 2 febbraio arrivando a 313 recite.
Nel 1925 compone le musiche per Sunny (musical).
Il grande successo però arriva nel 1927, quando, in coppia col paroliere Oscar Hammerstein II, realizza un vero e proprio dramma musicale, dal titolo Show Boat, spettacolo sui conflitti razziali tratto dal romanzo di Edna Ferber, con versione cinematografica del 1936 La canzone di Magnolia, in cui Kern lancia canzoni divenute presto celebri, come "Ol' Man River", "Can't Help Lovin' Dat Man" e Make Believe".
Il 15 ottobre 1931 va in scena The Cat and the Fiddle al Globe Theatre per Broadway con Albertina Rasch arrivando a 395 recite promuovendo il film Il gatto e il violino del 1934 con Jeanette MacDonald e Ramón Novarro.
L'8 novembre 1932 va in scena Music in the Air all'Alvin Theatre per Broadway con Tullio Carminati, Al Shean, Walter Slezak e Marjorie Main spostandosi al 44th Street Theatre il 31 marzo 1933 arrivando a 342 recite. Il 19 maggio 1933 va in scena all'His Majesty's Theatre di Londra arrivando a 199 recite promuovendo il film Musica nell'aria del 1934. Le canzoni più famose di questo musical sono "The Song is You", "In Egern on the Tegern See" e "I've Told Ev'ry Little Star".
Il 18 novembre 1933 va in scena Roberta (prendeva spunto dal romanzo di Alice Duer Miller, Gowns by Roberta) al New Amsterdam Theatre per Broadway con Bob Hope, George Murphy, Fred MacMurray, Sydney Greenstreet ed Allan Jones arrivando a 295 recite. Le canzoni più famose del musical sono "Yesterdays", "Lovely To Look At" e il brano più conosciuto "Smoke Gets in Your Eyes".
Dotato di un grande talento musicale (il suo stile elegante dal piacevole gusto sinfonico si adattava perfettamente al jazz), a partire dalla metà degli anni trenta Jerome Kern lavora con successo ad Hollywood, realizzando canzoni per due film di Fred Astaire e Ginger Rogers, quali Roberta (1935), che annovera "Smoke Gets in Your Eyes" (il cui testo è di Otto Harbach), e Follie d'inverno (Swing Time, 1936), che include la canzone premio Oscar 1937, "The Way You Look Tonight" (con le parole di Dorothy Fields) e "A Fine Romance", sempre su testo di Dorothy Fields.
Successivamente continua a dividersi tra teatro e cinema, regalando al mondo della musica la canzone, da "Very Warm for May" del 1939 "All the Things You Are", su testo di Oscar Hammerstein II.
Nel 1942 "The Last Time I Saw Paris", su testo di Oscar Hammerstein II, scritta nel 1941 per il film "Lady Be Good" vince l'Oscar della Canzone. L'ispirazione di questa canzone venne nel 1940 proprio a Oscar Hammerstein II che scrisse una lirica su Parigi, ispirata alla recente occupazione della città da parte dei nazisti. Tale canzone, cantata da Dinah Shore, fu inserita nel film "Till the Clouds Roll By"  ("Nuvole Passeggere"), ispirato alla vita dello stesso Jerome Kern. Nel 1954 fu il motivo conduttore dell'omonimo film tratto dal romanzo di Scott Fitgerald "Babilonia Resuscitata" pellicola interpretata da Elizabeth Taylor e Van Johnson,
Nel 1944, per il film "Cover Girl" con Rita Hayworth e Gene Kelly, Kern compose, col testo di Ira Gershwin "Long Ago and Far Away".
Muore per un attacco di cuore all'età di sessant'anni a seguito di un collasso che l'aveva colpito cinque giorni prima. È sepolto nel Ferncliff Cemetery and Mausoleum Hartsdale Westchester County New York, USA.

## Premi e riconoscimenti

### Premi Oscar
- Nominato nel 1935 per la miglior canzone (Lovely To Look At dal film Roberta)
- Vinto nel 1937 per la miglior canzone (The Way You Look Tonight dal film Follie d'inverno "Swing Time" del 1936)
- Vinto nel 1942 per la miglior canzone (The Last Time I Saw Paris dal film Lady Be Good del 1941)
- Nominato nel 1943 per la miglior canzone (Dearly Beloved dal film "You Were Never Lovelier" - "Non sei mai stata così bella" del 1942)
- Nominato nel 1945 per la miglior canzone (Long Ago And Far Away dal film Fascino "Cover Girl" 1944)
- Nominato post-mortem nel 1946 per la miglior canzone (More and More dal film "California" - "Can't Help Singing" 1944/45)
- Nominato post-mortem nel 1947 per la miglior canzone (All Trought The Day dal film Bellezze rivali - " Centennial Summer" 1946)

Il suo nome è stato inserito nella Songwriters Hall of Fame

## Spettacoli teatrali (parziale)
- The Marriage Market di Viktor Jacobi - canzoni addizionali (1911)
- Sally Libretto di Guy Bolton - Musica di Jerome Kern e Victor Herbert - Parole di Clifford Gray e B.G. DeSylva (prima: 21 dicembre 1920)

## Filmografia parziale
- Musica nell'aria (Music in the Air), regia di Joe May - lavoro teatrale (1934)
- Roberta, regia di William A. Seiter (1935)
- La canzone di Magnolia (Show Boat), regia di James Whale (1936)